# Андреа Одор
Андреа Одор (угор. Ódor Andrea; народилася 18 листопада 1975 у м. Будапешт, Угорщина) — угорська бадмінтоністка.
Учасниця літніх Олімпійських ігор 1996 в одиночному розряді. У другому раунді поступилась Han Jingna з Китаю — 0:2.
Чемпіон Угорщини в одиночному розряді (1990), в змішаному парному розряді (1994, 1995).
Переможниця Slovak International в парному розряді (1993).